# ゲームオーバー!
『ゲームオーバー!』（原題:Game Over, Man!）は2018年に配信されたアメリカ合衆国のコメディ映画である。監督はカイル・ニューアチェック、主演はアダム・ディヴァインが務めた。本作はニューアチェックの映画監督デビュー作でもある。

## あらすじ
アレックス、ダレン、ジョエルの仲良し三人組はゲーム製作で一山当てることを夢見ていたが、成功への道は険しいものであった。3人はロサンゼルスにある高級ホテルで清掃員として働きながら、ゲーム製作に邁進していた。そんなある日、3人のゲームに出資してくれる人が現れたが、その人物がテロに巻き込まれてしまった。3人は出資者を救うべく、テロリストに戦いを挑むことになった。

## キャスト
※括弧内は日本語吹替
- アダム・ディヴァイン - アレックス（勝杏里）
- アンダーズ・ホーム - ダレン（福田賢二）
- ブレイク・アンダーソン - ジョエル（佐藤せつじ）
- ウトカルシュ・アンブドゥカル - ベイ・アワディ（花輪英司）
- アヤ・キャッシュ - キャシー（岡純子）
- ニール・マクドノー - コンラッド（木下浩之）
- ダニエル・スターン - ミッチ（楠見尚己）
- ジェイミー・デメトリウ - ミスター・アフマド（落合弘治）
- ローナ・ミトラ - エルマ（山賀晴代）
- サム・リチャードソン - ドナルド（水中雅章）
- スティーヴ・ハウィー - リッチ（関口雄吾）
- マック・ブラント - ジャレッド（長谷川敦央）
- ジーノ・セガーズ - サル（宮本克哉）
- ロー・ハルトランフ - アラン（中尾智）

### 本人役でのカメオ出演
- シャギー（青木崇）
- シュガー・リン・ベアード（関香澄）
- フレッド・アーミセン（山本善寿）
- ジョエル・マクヘイル（山本善寿）
- スティーヴォー（山本善寿）
- フライング・ロータス
- ドナルド・フェイソン（宮本克哉）
- クリス・ポンティアス（長谷川敦央）
- アクション・ブロンソン（宮﨑聡）
- マーク・キューバン（青木崇）
- ジリアン・ベル
- キング・バッハ
- クロエ・ブリッジス

日本語版その他出演︰今井詩子
日本語版スタッフ：演出：小山悟、翻訳：大浦祐子、録音・調整：首藤智愉、制作：東北新社

## 製作
2016年6月9日、Netflixが新作コメディ映画『Game Over, Man!』の製作を始めたと報じられた。

## 公開・マーケティング
2017年5月8日、本作のティーザー・トレイラーが公開され、配信日が2018年4月20日に決まったと報じられた。2018年1月4日、本作の正式な予告編が公開され、配信日が同年3月23日に前倒しされると発表された。3月21日、本作はリージェンシー・ヴィレッジ・シアターでプレミア上映された。

## 評価
本作に対する批評家の評価は芳しいものではない。映画批評集積サイトのRotten Tomatoesには15件のレビューがあり、批評家支持率は20%、平均点は10点満点で3.5点となっている。また、Metacriticには8件のレビューがあり、加重平均値は32/100となっている。